# Paradelphomyia vumbensis
Paradelphomyia vumbensis är en tvåvingeart som först beskrevs av Alexander 1946.  Paradelphomyia vumbensis ingår i släktet Paradelphomyia och familjen småharkrankar.
Artens utbredningsområde är Zimbabwe. Inga underarter finns listade i Catalogue of Life.